# Franciszek Klejna
Franciszek Klejna, vel. Franz von Kleyna – Burggraf zu Deutsch Krone (ur. 22 października 1717 w Wiesiółce, zm. 12 listopada 1779 tamże) – polski szlachcic – herbu Wilcza Głowa – burgrabia, pisarz, komisarz (asesor) i subdelegat powiatu wałeckiego w latach 1757–1779.

## Pochodzenie
Był synem Jana Ludwika Klejna herbu Wilcze Głowy, komisarza i subdelegata powiatu wałeckiego i wnukiem Obersztera Lejtnanta JKM, Jerzego Klejna.

## Młodość
Wychował się we dworze Wiesiółka pod Wałczem. Był absolwentem kolegium Jezuitów w Wałczu. Zdobył tam bardzo solidne wykształcenie. Jako młodzian służył w pruskim Regimencie Pieszym von Itzenplitz, kompania von Zastrow i brał udział w I wojnie śląskiej. W 1741 roku uczestniczył w bitwie pod Małujowicami. Po zakończeniu wojny i podpisaniu pokoju we Wrocławiu w 1742 roku wrócił do Wiesiółki, którą zapisał mu ojciec. Tam też w 1743 roku jego ojciec Ludwik Klejna podpisał kontrakt małżeński z Sebastianem Twardowskim ze Skrzypny na mocy którego, Franciszek poślubił Domicelę Twardowską ze Skrzypny herbu Ogończyk, córkę Sebastiana. Twardowscy ze Skrzypny to znakomity i znany ród w Wielkopolsce – wywodzący się od polskiego poety Samuela Twardowskiego ze Skrzypny. Domicella urodziła się w 1716 r. w Rokitnicy i tamże odbył się ich ślub.

## Spór z pruską kamerą domenalną
Po ślubie zamieszkali we dworze Wiesiółka gdzie życie płynęło spokojnie aż do pamiętnego 1755 roku. W październiku 1755 r. jeden z chłopów Franciszka o nazwisku Beyer uciekł z Wiesiółki do Samborska, zabierając ze sobą kilka sztuk bydła, sprzęty i narzędzia. Franciszek zebrał i uzbroił czeladź z Wiesiółki i ruszył w pogoń za zbiegiem. Tak radca Pomorskiej Kamery Wojenno-Domenalnej w Szczecinie pisał do króla pruskiego Fryderyka II w dniu 20 października 1755 r.:„Królewska Wysokość musimy niezwłocznie zameldować, że według raportu radcy urzędowego Krügera w urzędzie Szczecinku (Neustettin), że znany polski szlachcic nazwiskiem Klejna ze wsi Wiesiółka w Polsce, urzędową wieś Samborsko z 4 osobami w nieprawych zamiarach napadł i gwałt miejscowym uczynili, za powód podając, iż miejscowy szczecinecki poddany nazwiskiem Beyer swego czasu od niego uciekł. Bowiem już go do swego majątku w Polsce przywiózł, ale ten ponownie z osprzętem i zwierzętami do Samborska, wczesnym rankiem przed świtem, ponownie przybył. Tu jednak z obawy przed karą tak się schował, że nawet przy pomocy ludzi swoich Klejna nie mógł go znaleźć. Ponieważ już dzwon wybijał dwunastą, przeto udał się ów Klejna do sołtysa i przedłożył mu polskie pismo, że ów Beyer musi mu zostać na mocy ekstradycji wydany. Ponieważ jednak miejsce pobytu owego chłopa nie było sołtysowi znane i nic nie mógł poradzić, przeto urzędnicy Klejny zabrali miejscowym poddanym 60 sztuk wołów –pociągowych, które służyły w polskim miasteczku Briesenitz (wieś Brzeźnica w pow. wałeckim) jako pociągowe dla działa księcia von Sułkowskiego. Przepadł także gospodarz urzędowy(poddany) Leifcken z dwoma ludźmi zatrzymany przez Franciszka Klejna. Po trzecie ofiarą padły konie, które wraz z wołami zabrano do Polski. Po wyprawieniu owej karawany, ów Kleyna wraz ze swoimi ludźmi udał się w drogę powrotną, pozostawiając wieś na skraju nędzy. Dlatego musi jego królewski majestat, w ochronie własnych poddanych, nie pozwalać na takową tyranię, zechce upoważnić Rittmeistera (dowódca wojskowy jazdy) Meerstadt by z Regimentem huzarów Seydlitza z Tempelburga (Czaplinka) podjął podróż i zajęte zwierzęta ze wsi Wiesiółka przejęli i zamknęli w depozycie do chwili spokojnego rozstrzygnięcia sprawy we wsi Gnaucha. Pozostając w oddaniu Jego Królewskiej Mości Pomorska Kamera Wojenna i Dominalna Szczecin 20 października 1755”.
Król Fryderyk II za poparciem ministra Bismarcka zdecydował o wysłaniu do Wiesiółki huzarów celem odzyskania bydła. W listopadzie 1755 r. 30 huzarów pruskich pod komendą Meerstadta przybyło do majątku Franciszka, który początkowo chciał stawić zbrojny opór, ale uległ przewadze liczebnej. 57 wołów znowu zostało pognanych przez lasy tyle, że do Szczecinka. Franciszek został aresztowany i osadzony w więzieniu Hausvogtey w Berlinie. A husarzy pod komendą Meerstadta splądrowali i okradli dwór. Fryderyk II podtrzymał w mocy wyrok ministra Bismarcka i Klejna został skazany na zapłacenie odszkodowania lub osadzenie w więzieniu w Spandau jeśliby tego odszkodowania nie zapłacił. W styczniu 1756 r. Franciszek zapłacił odszkodowanie, opuścił więzienie w Berlinie i powrócił do Wiesiółki. Wydarzenia te ukazują różnicę w polskim i pruskim prawie w połowie XVIII wieku. Franciszek Klejna działał całkowicie legalnie w myśl prawa polskiego, ale według prawa pruskiego był to już gwałt.

## Służba publiczna
W 1757 r. Franciszek Klejna zostaje mianowany na urząd Komisarza powiatu wałeckiego i jeszcze w tym samym roku (w piątek po świętym Franciszku) na burgrabiego miasta Wałcza.
Franciszek pełnił więcej urzędów w Wałczu. „W poniedziałek po świętym Piotrze 1761 roku Franciszek Klejna, burgrabia, przysięga na urząd pisarza subdelegata grodu wałeckiego”. Był to zapewne okres prosperity rodziny Klejna, jak i majątku w Wiesiółce. W 1763 r. występuje on w księgach grodzkich jako posesor zastawny majątku w Będzieszynie w powiecie kaliskim. Mimo że wojska pruskie i rosyjskie przetaczają się przez Wielkopolskę w czasie wojny siedmioletniej, czyniąc wielkie szkody na terenie Rzeczypospolitej, to jednak wojenna pożoga omija Wiesiółkę.
Z końcem 1770 r. Franciszek kontraktuje z Antonim Schwander, pisarzem komory celnej JKM w Międzyrzeczu, małżeństwo swojej córki Anny z synem Antoniego- Franciszkiem Szwander. Anna i Franciszek pobrali się w Skrzatuszu 23 stycznia 1771 r. Wesele odbyło się w Wiesiółce i trwało tydzień. Franciszek Szwander, herbu Odwaga, był posesorem 5 łanów we wsi Jaroczewo w starostwie nowodworskim, ale dzierżawił także majątek w Sarbi koło Czarnkowa. I tam właśnie zamieszkali młodzi po ślubie, gdzie na świat przyszła ich pierwsza córka – Teofila Brygida Szwander.

## Czas rozbiorów
Rok 1772 zmienił na wiele lat sytuację polityczną ziemi wałeckiej. Już w marcu 1772 roku radca Kamery Wojennej, nazwiskiem Spalding, objeżdżał wsie i miasta północnej Wielkopolski, robiąc spis powszechny. Nazywało się to „Raport radcy Spaldinga z zajmowania ziemi wałeckiej”. Taką notatkę sporządził Spalding po wizycie w Wiesiółce w marcu 1772 r.: „Wieś Wiesiółka jest królewskimi dobrami wójtowskimi, które Pan von Klejna po swoim ojcu odziedziczył, a obecnie swojemu zięciowi, Panu von Schwander, za 40000 polskich guldenów, cedował, chociaż konsensu królewskiego na to jeszcze nie otrzymał. Wieś składa się z 11 gospodarstw, 49 mężczyzn i kobiet, 53 dzieci i 4 służących. Z owych dóbr uiszczają rocznie 126 florenów i 1 grosz polskiej monety pogłównego w dwu ratach, 200 florenów i 8 groszy polskiej monety. Oprócz tego dwór płaci kwarty rocznie 75 florenów, 3 grosze polskiej monety i łanowego 100 florenów. Panu von Schwander został wręczony patent konwokacyjny dla ogłoszenia i uwagi, z poleceniem nieprzyjmowania żadnych innych jak tylko królewskich pruskich rozkazów, nie płacenia niczego więcej Koronie polskiej, a w sprawie zaopatrzenia w sól, żeby żadnej innej nie używał, jak tylko sól zakupioną w królewsko pruskich składach, a że powyższe przyjął do wiadomości i zostało mu to obwieszczone dokumentuje własny podpisem – Franz von Schwander”. Jak widać z tego pisma nadeszły pruskie rządy. Franciszek Klejna i Szwander musieli się do tych nowych czasów przystosować i złożyli przysięgę na wierność królowi pruskiemu na zamku w Malborku 28 września 1772 r. i od tego momentu byli już poddanymi pruskimi. Podpisanie tej deklaracji pozwoliło im zachować prawa i przywileje szlacheckie. Franciszek Klejna nadal piastował stanowisko burgrabiego miasta Wałcz z tym, że pruskie dokumenty nazywają go: Franz von Kleyna – Burggraf zu Deustch Krone Wappen Wolfskopf. (Franciszek von Kleyna burgrabia wałecki herbu Głowa Wilka)

## Życie prywatne
Franciszek i Domicella mieli dużo dzieci, ale też umieralność w rodzinie była na wysokim poziomie:
- NN – chłopiec ur. 1743 r. w Wiesiółce, zm. 19 lipca 1749 r. w Wiesiółce (pochowany na cmentarzu przykościelnym w Skrzatuszu),
- Antoni Jan – ur. 14 lipca 1749 r. w Wiesiółce, zm. Mierzwin koło Inowrocławia
- Anna – ur. 6 lipca 1750 r. w Wiesiółce,
- Łukasz – ur. 18 listopada 1754 r. w Wiesiółce,
- Jan Michał – ur. 18 listopada 1754 r. w Wiesiółce, zm. 1809 r. Leszcze koło Inowrocławia,
- NN – ur. 1756 r. w Wiesiółce, zm. 19 marca 1760 r. (chłopiec – pochowany w Wiesiółce).

Franciszek Klejna umarł w 1779 r. w Wiesiółce. Jego żona Domicella niedługo po nim w 1781 r. Wiesiółką zarządzał Franciszek Schwander i jego żona Anna z domu Klejna. Franciszek Schwander umarł w Wiesiółce w 1792 r. zostawiając majątek żonie Annie Schwander de Klejna.